# Miguel Riffo
Miguel Augusto Riffo Garay (Santiago del Cile, 21 giugno 1981) è un allenatore di calcio ed ex calciatore cileno, di ruolo difensore.

## Palmarès

### Club

#### Competizioni nazionali
- Campionato cileno: 7

Apertura: 2003, 2006, 2007
Clausura: 2002, 2006, 2007, 2008, 2009